# Mistan
Mistan är en ort i Azerbajdzjan.   Den ligger i distriktet Lerik Rayonu, i den södra delen av landet, 230 km sydväst om huvudstaden Baku. Mistan ligger 1 831 meter över havet och antalet invånare är 430.
Terrängen runt Mistan är huvudsakligen kuperad, men åt sydost är den bergig. Terrängen runt Mistan sluttar norrut. Närmaste större samhälle är Lerik, 14,4 km norr om Mistan. 
Trakten runt Mistan består i huvudsak av gräsmarker. Runt Mistan är det ganska tätbefolkat, med 139 invånare per kvadratkilometer.